# Lac Departure
Lac Departure är en sjö i Kanada.   Den ligger i regionen Côte-Nord och provinsen Québec, i den östra delen av landet, 1 500 km öster om huvudstaden Ottawa. Lac Departure ligger 264 meter över havet.
Omgivningarna runt Lac Departure är i huvudsak ett öppet busklandskap. Trakten runt Lac Departure är nära nog obefolkad, med mindre än två invånare per kvadratkilometer.